# 华阳郡 (刘宋)
华阳郡，中国南北朝时设置的郡。
南朝宋于白马城（今陕西勉县西北）侨置郡，治所在华阳县（今陕西省勉县西老沔县，故址在今勉县西5公里，今名老城）。属梁州。入北魏后改为实土，辖境约当今陕西省勉县、宁强等县地。北朝时领华阳、沔阳、 蟠冢三县，华阳郡以白马城要冲，西魏、北周任华阳郡守者兼带白马防主，隋朝开皇三年（583年）废。
1. ↑  《周书·司马裔传》：西魏废帝元年：“镇汉中，除白马城主，带华阳郡守。”